# HD 196050
HD 196050 är en trippelstjärna belägen i den norra delen av stjärnbilden Påfågeln. Den har en kombinerad skenbar magnitud av ca 7,50 och kräver åtminstone en stark handkikare eller ett mindre teleskop för att kunna observeras. Baserat på parallax enligt Gaia Data Release 2 på ca 19,7 mas, beräknas den befinna sig på ett avstånd på ca 166 ljusår (ca 51 parsek) från solen. Den rör sig bort från solen med en heliocentrisk radialhastighet på ca 61 km/s.

## Egenskaper
Primärstjärnan HD 196050 A är en gul till vit stjärna i huvudserien av spektralklass G3 V, med en vilande kromosfär och verkar inte vara variabel. Den har en massa som är ca 1,2 solmassor, en radie som är ca 1,5 solradier och har ca 2,2 gånger solens utstrålning av energi från dess fotosfär vid en effektiv temperatur av ca 5 800 K.
En svag följeslagare med gemensam egenrörelse, betecknad HD 196050 B, har noterats genom observationer under 2003-2004, belägen 10,80 bågsekunder söder om primärstjärnan. Detta motsvarar en beräknad separation av 7,511 ± 22 AE. Stjärnan har magnitud 10,62. En andra följeslagare, HD 196050 C, upptäcktes 2007, belägen omkring 0,4 bågsekunder från komponent B. Den har en skenbar magnitud av 15,6.

## Planetsystem
År 2002 tillkännagav det Anglo-Australiensiska Planet Search-teamet upptäckten av en exoplanet som kretsar kring stjärnan. Upptäckten bekräftades oberoende av teamet i Geneva Extrasolar Planet Search.
| Planet | Massa           | Halv storaxel (AE) | Siderisk omloppstid (d) | Excentricitet | Inklination | Radie |
| ------ | --------------- | ------------------ | ----------------------- | ------------- | ----------- | ----- |
| b      | ≥2,90 ± 0,26 MJ | 2,54 ± 0,15        | 1 378 ± 21              | 0,228 ± 0,038 | -           | -     |